# Popravek (računalništvo)
Poprávek (angleško patch [pêč]) v računalništvu pomeni programje ali postopek, ki odpravi poznane hrošče oz napake ali ranljivosti v delovanju programske opreme. Popravek lahko vpliva na varnost, hitrost, zanesljivost in videz programa.
Nemalokrat novi popravek prinese s seboj tudi kak »pokvarek«, popravi torej določeno napako in hkrati ustvari novo napako ali ranljivost. 
Večji sklop popravkov se imenuje nabor popravkov (angleško patch-set) oz. servisni paket (angleško service pack), ki odpravi večje napake v programskem paketu.

## Kako prenesti[2]
Podjetja, ki izdajajo programsko opremo, redno objavljajo popravke. Običajno so prenosljivi preko interneta in tako popravijo specifične probleme v njihovih programih.
Prenosi preko interneta so lahko majhni (nekaj KB) ali veliki (na stotine MB ali več).
Čas ter velikost datoteke, ki jo bomo prenesli in namestili, je odvisna od tega, za kaj se popravek uporablja in koliko napak bo obravnaval.

## Popravek pri programski opremi windows[3]
Aplikacijo, ki je nameščena z Microsoft Windows Installer je mogoče nadgraditi. To storimo s ponovno posodobljenim namestitvenim paketom (.msi datoteke) ali pa z uporabo Windows Installer popravka (.msp datoteka). 
Windows Installer posodobitev je samostojen paket. Ta vsebuje posodobitve za uporabo in opisuje, katera različica aplikacije lahko prejme popravek. Tisti, ki vsebujejo vsaj dve transformaciji baze podatkov, lahko vsebujejo popravke datotek, ki so shranjene v tako imenovanem paketu popravkov.
Windows Installer popravek za servisne aplikacije ima lahko prednost pred celotnim namestitvenim paketom za posodobljen izdelek. Popravek je lahko tak, da vsebuje samo datoteko bitov ali pa celoten spis. Potrebna pa je le posodobitev dela spisa. Uporabnik lahko zato prenese le nadgradnjo popravka, ne pa tudi paketa za celoten proizvod in je veliko manjši od le-tega.

## Zakaj uporabljati popravke?[4]
Zakaj bi potrebovali posodobitve ali popravke, četudi računalnik deluje normalno? Brez uporabe najnovejših posodobitev, so verjetnosti za okužbo ali napačno delovanje računalnika veliko večje.
Napake, ki se pojavljajo na straneh, kot so: spletni brskalniki, e-poštni programi, pregledovalniki slik, instant sporočanje software in predvajalniki, lahko dopuščajo zlonamernim programom, ki se skrivajo v spletnih straneh, da okužijo ali ogrožajo računalnik.

## Kaj popraviti?[4]
Vse pomanjkljivosti, ki obstajajo v izdelkih ali tehnologijah, ne bodo vplivale na napačno ali zlonamerno delovanje računalnika. Vendar pa je vsaka programska oprema naložena na računalniku, potencialen vir ranljivosti, kar lahko privede do zlorabe varnosti in identitete. Bolj pogosto kot se nek program uporablja, večja je ciljna populacija in zato je bolj verjetno, da bo ranljivost odkrita in izkoriščena. Predvsem je pomembno, da se poskrbi za posodabljanje in nadgrajevanje sistemskih in varnostnih (antivirusnih) programov. 

## Upravljanje[5]
Upravljanje popravkov izhaja iz področja sistema za upravljanje in vključuje pridobivanje, testiranje in namestitev več popravkov. Za avtomatizacijo nalog upravljanja popravkov, so na voljo številni izdelki. Zagotavljajo pravilno nameščenost obližev, preizkušeni so v sistemu po namestitvi in dokumentirani so v vseh, s tem povezanih postopkov. 